# Pain de maïs
Le pain de maïs, en anglais cornbread, est un pain typique de la cuisine autochtone d'Amérique du Nord et de la cuisine du Sud des États-Unis.

## Origines
Les autochtones d'Amérique utilisaient la farine de maïs depuis des centaines d'années avant que les explorateurs européens n'arrivent dans le Nouveau Monde. Les colons européens, surtout ceux des colonies anglaises du Sud, apprirent les recettes et procédés des plats à base de maïs des Cherokees, Chicachas, Chactas et Creeks qui la pétrissaient.

## Variantes

### Amérique
Le pain de maïs se décline en plusieurs variantes : corn pone (frit à la poêle, il est mentionné par Mark Twain), Johnny cakes (à l'origine : shawnee cakes) (aux États-Unis et aux Caraïbes) ou hushpuppys (boules frites).
Les recettes varient entre le sud et le nord des États-Unis : les États du Sud utilisent peu ou pas de sucre et peu ou pas de farine de blé, tandis que la population des États du Nord préfère la préparation plus sucrée, semblable à un gâteau. Dans la cuisine géorgienne, on trouve du pain de maïs sous le nom de mshadi.
En Amérique latine, c'est un plat fait à base de grains de maïs. Au Costa Rica, il est également appelé tamal de elote.

### Europe et Asie mineure

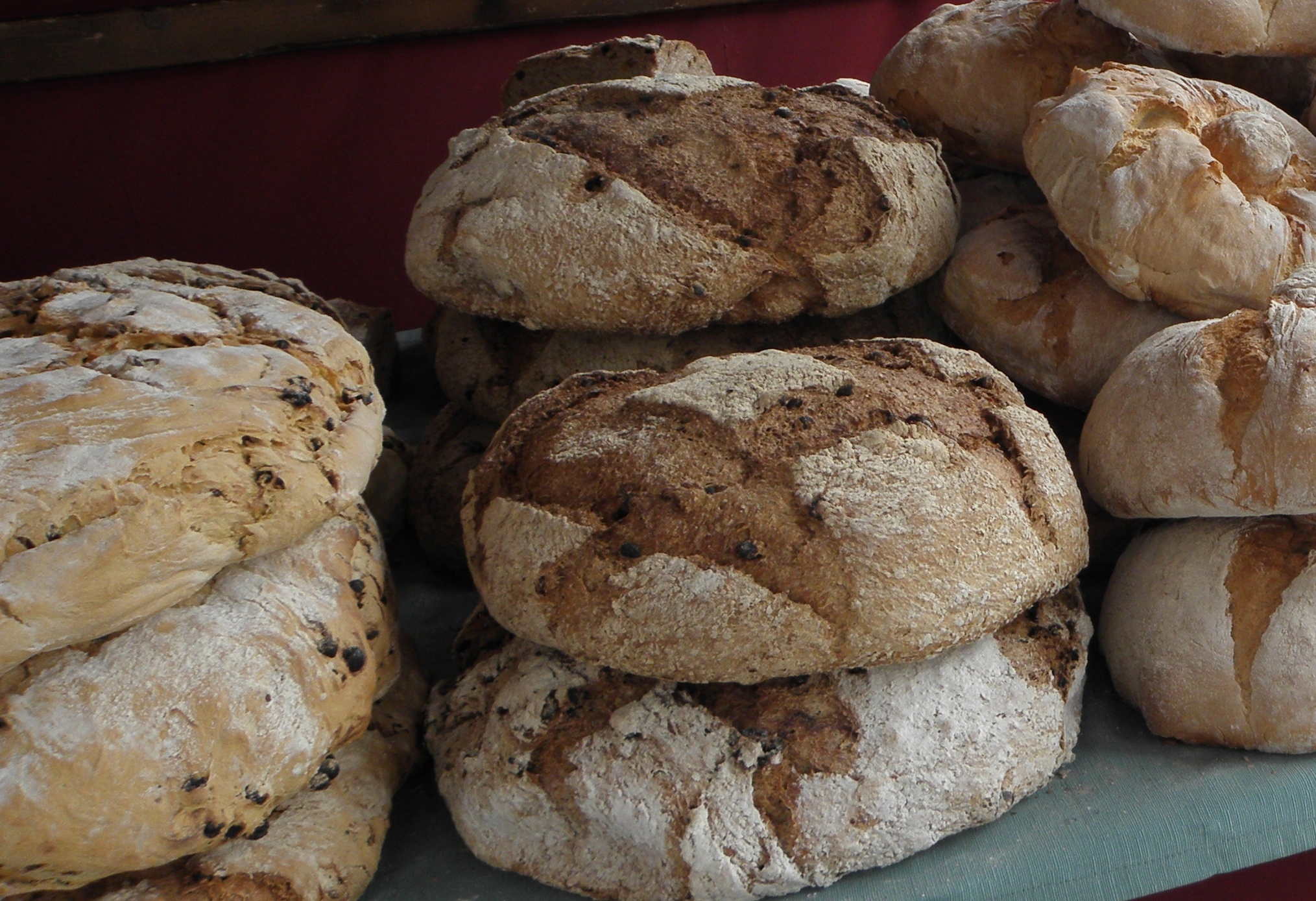
Broa galicienne.

Le pain de maïs (avec du blé), appelé broa, est un pain traditionnel du Portugal, de la Galice (Espagne) et des anciennes colonies portugaises (notamment le Brésil, l'Angola, le Mozambique et le Cap-Vert).
En France comme en Europe, aux siècles passés d'abord, le maïs sert principalement pour les animaux ; les physiocrates encouragent sa culture, les propriétés du maïs sont alors reconnues par les Européens. Le « pain de maïs » en zone occupée a nourri les populations durant la Seconde Guerre mondiale.
Le pain de maïs est également préparé dans la cuisine turque, sous le nom de mısır ekmeği. La sopa paraguaya est fabriquée principalement à partir de farine de maïs, de fromage, de graisse, d'œufs, de beurre et de lait.